# Dubova, Berdîciv
Dubova (în ucraineană Дубова; rusă Дубовая/Dubovaia) este un sat în comuna Osîkove din raionul Berdîciv, regiunea Jîtomîr, Ucraina. La recensământul din 2001 avea o populație de 129 locuitori.

## Demografie
Componența lingvistică a localității Dubova
     Ucraineană (99,22%)
     Alte limbi (0,78%)
Conform recensământului din 2001, majoritatea populației localității Dubova era vorbitoare de ucraineană (99,22%), existând în minoritate și vorbitori de alte limbi.